# Геномная ДНК
Геномная ДНК — ДНК, являющаяся частью генома, в противопоставление внехромосомным ДНК наподобие плазмид. Геномную ДНК часто сокращают как gDNA (gДНК).
Геном организма содержит информацию о наследственности, и передает эту информацию из поколения в поколение. Геном транскрибируется в РНК, которые необходимы для жизни организма. Некоторые РНК подвергаются процессингу, сплайсингу (при этом вырезаются интроны и образуется зрелая мРНК). Зрелая мРНК далее транслируется на рибосомах в белки.

## Примечание
1. ↑  gDNA - Definitions from Dictionary.com (англ.). dictionary.reference.com. Дата обращения: 10 января 2017. Архивировано 21 марта 2012 года.